# Bernt Nielsen
Bernt Nielsen, född 27 mars 1849 i Løten, Hedemarkens amt, död 20 juni 1924 i Söderhamn, var en norsk-svensk bankman. Han var far till Niels och Yngvar Nielsen. 
Nielsen studerade vid handelsinstitut 1867–1869, blev bokhållare 1870, var verksam som köpman 1873–1880 och innehade anställning som bokförare vid sågverkskontor 1880–1883. Han blev kassakontrollant vid Helsinglands Enskilda Banks avdelningskontor i Hudiksvall 1883, sifferrevisor 1884 och var kamrer vid kontoret i Söderhamn från 1886. Han var tillika vice verkställande direktör där från 1908.